# Vijayabahu VII
Vijayabahu VII fou rei de Kotte des de aproximadament el 1509 i probablement des del 1513 i fins al 1521; segons el Mahavansa va regnar 15 anys i se'l esmenta com adornat de virtuts. Se suposa que era germà de Dharma Parakramabahu IX a la mort del qual l'hauria succeït.
Lopo Soares de Albergaria (virrei de l'Índia el 1515), el 1518 es va presentar a Colombo amb una flota important i va demanar permís al rei (que segons els portuguesos era Vijayabahu VII) per erigir un fort; els musulmans van intentar convèncer el rei que havia d'expulsar els portuguesos i van incitar l'oposició de la població contra els nou vinguts, que en sentir-se amenaçats van disparar; llavors els portuguesos, abans de la contesta del rei, van aixecar una empallissada i després van començar a construir el fort. El rei els va enviar un missatge conciliador que va acabar amb un nou tractat que els assegurava 400 bahars de canyella (1 bahar = 176,25 kgs) i un considerable nombre de rubís a més de 10 elefants cada any, i els permetia la defensa de les costes. El fort fou batejat com Nossa Senhora das Virtudes i Dom João de Silveira (nebot d'Albergaria) va quedar com a governador (el 1520 el va succeir Lopo do Brito que va arribar amb 400 soldats a més de paletes i fusters) mentre Soares de Albergaria retornava a l'Índia on el va succeir com a virrei el 20 de desembre de 1518 Diogo Lopes de Sequeira (1518-1522). A més de fortificar la zona amb conxes recobertes de ciment, es va planejar explotar la pesca de perles a la costa nord-oest, tradicionalment propietat del rei singalès (però els pescadors venien del sud de l'Índia) i això va fer impopulars als portuguesos i la població local, principalment instigada pels mercaders musulmans (conscients del perill que representaven els portuguesos), es va negar a abastir-los i aviat no van poder sortir a l'exterior. El fort portuguès fou atacat per la població i en part incendiat però els portuguesos van poder rebutjar als atacants i en van matar a uns 30; el rei llavors va recolzar l'acció de la població. Brito va contemporitzar amb el rei i va poder aturar per un temps el conflicte, però finalment l'exèrcit singalès es va presentar davant el fort. La guarnició va aguantar sis mesos i finalment un 4 d'octubre va arribar un vaixell des de Cochin manat pel capità Antonio de Lemo i va atacar des de mar (combinat amb un atac per terra) obligant a retirar-se als atacants; poc després van retornar amb 25 elefants i van intentar assaltar el fort però les armes de foc dels portuguesos els van obligar a una nova retirada; la població fou cremada. Però poc després es va acordar la pau i la represa de relacions comercials. La guerra quedava suspesa però no fou totalment abandonada i es reprendrà en anys posteriors.
Vijayabahu VII tenia tres fills de la seva esposa principal: Bhuvenaka Bahu VII, Para Raja Singha (després Maha Rayigam Bandara) i Mayadunne. Quan la reina va morir Vijayabahu VII es va casar amb una princesa índia de nom Kirawella, amb la que va tenir un altre fill anomenat Deva Raja Kumara. Els tres fills de la primera esposa van tenir notícies que el rei, d'acord amb els seus ministres, havia decidit nomenat hereu al quart germà, van fugir de Kotta i es van aliar amb el raja de Kandy, Jaya Wiera, amb el suport del qual van atacar Kotte i van matar el seu pare al seu palau; l'endemà el gran dels tres germans, Bhuvenaka Bahu VII, va ser proclamat rei, Rayigam Bandara es va establir com a raja de Rayigam i Mayadunne va construir una nova ciutat a Sitawaka i es va proclamar raja del districte.